# Percival Vega Gull
Le Percival Vega Gull est un avion utilitaire léger monoplan quadriplace à aile basse, conçu et produit par le constructeur britannique Percival Aircraft entre 1935 et 1939.

## Historique

### Conception et développement
Le Percival Vega Gull (ou K-Series, également référencé P.10) est conçu par Edgar Percival (en) et développé par Percival Aircraft sur la base du Percival Gull (D-Series). Comme son prédécesseur c'est un monoplan à aile basse, construit en bois et toile et doté d'un train d'atterrissage classique (2 roues sous les ailes et une roulette sous la queue). Mais c'est un avion plus large (tant au niveau du fuselage que de l'envergure), qui peut accueillir quatre personnes (au lieu de trois pour le Gull) et avec un système de doubles commandes (optionnel). Les effets sur la traînée de cette augmentation de taille sont compensés par des efforts réalisé sur l'aérodynamique générale de l'avion en réduisant la traînée parasite due à certains équipement externes. Le Vega Gull est motorisé avec le même moteur à pistons en ligne refroidi par air de Havilland Gipsy Six (en) que le D.3 Gull Six de 1934, la dernière version du Gull. À motorisation égale le Vega Gull est presque aussi rapide que le D.3 Gull Six pourtant plus fin, alors que son rayon d'action et sa charge utile son significativement augmentée. Les ailes de l'avion peuvent être pliées, ce qui facilite son stockage. Seulement cinq-cent cinquante mètres pour décoller
La plupart des exemplaires sont équipés du moteur de Havilland Gipsy Six Series II, couplé avec une hélice de Havilland DH-PD30 VP.
Les premiers exemplaires sont dotés d'un pare-brise à plusieurs facettes de panneaux plats alors que les derniers, désignés K.II, sont équipés d'un pare-brise incurvé proche de celui du Percival Proctor de 1940.
Le prototype, immatriculé G-AEAB, effectue son premier vol en novembre 1985 sur le terrain de Gravesend.

### Histoire opérationnelle
Le Vega Gull a été largement utilisé par les aviateurs britanniques et du Commonwealth pendant les dernières années de l'« âge d'or » de l'aviation record dans les années 1930, notamment dans le cadre de la King's Cup Race.

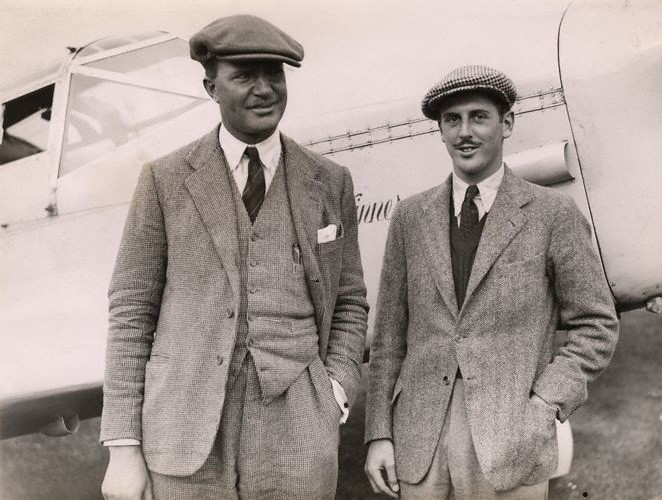
Scott et Guthrie devant leur Vega Gull en septembre 1936

Les 4 et 5 septembre 1936 l'aviatrice britannique Beryl Markham réalise le premier vol transatlantique en solo d'une femme dans le sens Est-Ouest, aux commandes d'un Vega Gull baptisé « Messenger » prêté par John Carberry. Elle décolle d'Abingdon-on-Thames et espère rallier New York. Après vingt heures de vol elle tombe en panne parce que les tuyaux d'alimentation en carburant gèlent. Elle s'écrase à Baleine (en) à l'extrême est de l'île du Cap-Breton au Canada, et ne valide donc que la traversée de l'Atlantique, pas le fait d'être la première pilote à rallier New York depuis l'Europe sans escale,,.
Deux des premiers Vega Gulls produits participent à la Course aérienne Portsmouth-Johannesbourg 1936 (dite Schlesinger Race en 1936, une course ralliant Johannesbourg en Afrique du Sud depuis Portsmouth en Angleterre. Les pilotes C. W. A. Scott (en) et Giles Guthrie volant à bord du Vega Gull immatriculé G-AEKE sont les seuls des quatorze participants à terminer la course. Ils se posent à l'Aéroport Rand le 1er octobre 1936 après 52 heures, 56 minutes et 48 secondes de vol. 
Profitant de la bonne publicité engendrée par cette victoire Percival déménage sa ligne de production dans de plus grands locaux, sur le terrain de Luton. La production s'y poursuit jusqu'au quatre-vingt-dixième et dernier appareil le 27 juillet 1939.
Charles E. Gardner remporte l'édition 1936 King's Cup Race en 1936 (le 11 juillet 1936) en parcourant les deux-mille deux-cent-vingt kilomètres en deux jours dans un circuit au départ et à l'arrivée de Hatfield avec le Vega Gull G-AEKE,,,.
Harry Frank Broadbent décolle de Darwin le 18 avril 1938 avec son Vega Gull nommé « Sirius » et atterrit en Angleterre le 22, soit un vol de cinq jours, quatre heures et vingt-et-une minutes. Il bat ainsi le record du vol Australie Angleterre en solo détenu par Jean Batten depuis octobre 1937 qui avait mis cinq jours, dix-huit heures et quinze minutes à rallier l'Angleterre depuis Sydney à bord de son Percival Gull),. Un autre Australien, John William Fitzclarence Collins, remporte la The 1936 South Australian Centenary Air Race en mettant neuf heures, vingt-quatre minutes et douze secondes pour parcourir  la distance entre Brisbane et Adélaïde  via Sydney et Melbourne avec son Vega Gull.
Le Vega Gull connait également un usage militaire. Quinze appareils sont commandés par l'Air Ministry. Onze d'entre eux sont affectés au No. 24 Squadron RAF (en) de la Royal Air Force pour des missions de communication. Deux autres sont affectés à la Fleet Air Arm. Les deux derniers furent utilisés par l'attaché de l'air britannique à Buenos Aires et Lisbonne. Un troisième appareil destiné à l'attaché de l'air britannique à Berlin est saisi par l'Allemagne à l'aube de la Seconde Guerre mondiale. La Luftwaffe l'aurait peut-être utilisé mais le fait n'est pas complètement avéré.
Avec la guerre de nombreux Vega Gulls sont réquisitionnés pour des tâches militaires. Quatorze d'entre eux sont intégrés à la Royal Air Force et sept à la Fleet Air Arm mais aussi hors Royaume-Uni où deux avions servent sous les couleurs australiennes, deux en Inde et un en Nouvelle-Zélande,. On peut également rajouter l'appareil des époux Thüring, piloté par des civils mais pour un usage d'entrainement militaire
Au fil de la guerre le Vega Gull est remplacé par son successeur, plus lourd et plus lent mais destiné à un usage militaire, le Percival Proctor fabriqué à plus de mille-cent exemplaires (loin des quatre-vingt-dix du Vega Gull).

## Versions
Deux versions civiles de l'appareils existent, baptisées Type K.I et Type K.II, qui diffèrent principalement par la forme du pare-brise.
Les modèles produits pour la RAF sont désignés comme Vega Gull III, ou Percival P.10C.

## Utilisateurs

### Utilisateurs civils
Le Vega Gulls a été immatriculé un peu partout dans le monde, dans les pays suivants : Allemagne, Argentine, Australie, Belgique, Canada, États-Unis, France, Inde, Iraq, Japon, Kenya, Nouvelle-Zélande, Pays-Bas, Royaume-Uni, Suède et Suisse.

### Utilisateurs militaires
- Argentine :
  - Force aérienne argentine[19].
- Australie :
  - Force aérienne royale australienne[19].
    - Governor-General's Flight RAAF (en)[19].
- Belgique
  - Force aérienne belge[19].
- Reich allemand
  - Luftwaffe : a utilisé des avions capturés[19].
- Irak
  - Force aérienne irakienne[19].
- Kenya
  - Kenya Auxiliary Air Unit[19].
- Nouvelle-Zélande
  - Force aérienne royale néo-zélandaise[19].
    - No. 42 Squadron RNZAF (en)
- Royaume-Uni
  - Royal Air Force[19].
    - No. 24 Squadron RAF (en)

  - Royal Navy[19].

## Spécifications techniques
Données de British Civil Aircraft 1919–1972: Volume III
Caractéristiques générales
- Équipage : 1 pilote
- Capacité : 3 passagers
- Longueur : 7,8 m
- Envergure : 12,0 m
- Hauteur : 2,2 m
- Surface alaire : 17,1 m2
- Masse à vide : 789 kg
- Masse typique : 1 474 kg
- Moteur : 1   moteur à pistons à 6 cylindres en ligne inversés refroidis par air De Havilland Gipsy Six Series II de 205 ch (153 kW)

 Performances 
- Vitesse maximale : 280 km/h
- Vitesse de croisière : 241 km/h
- Distance franchissable : 1 062 km
- Plafond : 5 180 m
- Vitesse ascensionnelle : 312 m/min